# Fulmine (destroyer, 1931)
Pour les articles homonymes, voir Fulmine (destroyer).
Le Fulmine (fanion « FN ») était un destroyer italien de la classe Folgore lancé en 1931 pour la Marine royale italienne (en italien : Regia Marina). 

## Conception et description
Les destroyers de la classe Folgore étaient essentiellement des copies de la classe précédente Freccia, bien que leur largeur ait été réduite dans une tentative infructueuse d'améliorer leur vitesse par rapport à celle des navires précédents. 
Les Folgore avaient une longueur totale de 96,05 mètres, une largeur de 9,2 mètres et un tirant d'eau moyen de 3,3 mètres et de 4,3 mètres à pleine charge. Ils déplaçaient 1 238 tonnes métriques (1 218 tonnes longues) à charge normale et 2 090 tonnes métriques (2 060 tonnes longues) à pleine charge. Leur effectif en temps de guerre était de 185 officiers et hommes de troupe.
Les Folgore étaient propulsés par deux turbines à vapeur à engrenages Belluzzo, chacune entraînant un arbre d'hélice à l'aide de la vapeur fournie par trois chaudières Thornycroft. Les turbines étaient conçues pour produire 44 000 chevaux-vapeur sur l'arbre (33 000 kW) et une vitesse de 30 nœuds (56 km/h) en service, bien que les navires aient atteint des vitesses de 38-39 nœuds (70-72 km/h) pendant leurs essais en mer alors qu'ils étaient légèrement chargés. Ils transportaient suffisamment de fioul pour avoir une autonomie de 3 600 milles nautiques (6 700 km) à une vitesse de 12 nœuds (22 km/h).
Leur batterie principale se composait de quatre canons de 120 mm calibre 50 modèle 1926 (Cannone da 120/50 A Modello 1926) dans deux tourelles jumelées, une à l'avant et une à l'arrière de la superstructure. La défense antiaérienne des navires de la classe Folgore était assurée par une paire de canons anti-aériens de 40 mm calibre 39 pom-pom, montés sur des supports simples au milieu du navire et une paire de supports doubles pour des mitrailleuses Breda Model 1931 de 13,2 mm. Ils étaient équipés de six tubes lance-torpilles de 533 millimètres dans deux supports triples au milieu du navire. Bien que les navires ne soient pas dotés d'un système de sonar pour la lutte anti-sous-marine, ils sont équipés d'une paire de lanceurs de grenades sous-marines. Les Folgores peuvent transporter 52 mines.

## Construction et mise en service
Le Fulmine est construit par le chantier naval Cantieri del Quarnaro de Rijeka (aussi connu sous son nom italien de Fiume) en Croatie, et mis sur cale le 1er avril 1930. Il est lancé le 2 août 1931 et est achevé et mis en service le 4 septembre 1932. Il est commissionné le même jour dans la Regia Marina.

## Histoire du service
En 1937-1938, le Fulmine participe à la guerre civile espagnole.
Lorsque l'Italie entre dans la Seconde Guerre mondiale, il fait partie du VIIIe escadron de destroyers, avec ses navires-jumeaux (sister-ships) Folgore, Lampo et Baleno.
À 14h10 le 7 juillet 1940, il quitte Tarente avec ses navires-jumeaux, les cuirassés Giulio Cesare et Conte di Cavour et le VIIe escadron de destroyers (Freccia, Dardo, Saetta, Strale) pour soutenir un convoi vers la Libye (transports de troupes Esperia et Calitea, navires à moteur Marco Foscarini, Francesco Barbaro et Vettor Pisani, avec l'escorte des torpilleurs Orsa, Procione, Orione, Pegaso, Abba et Pilo). 
Cet escadron rejoint ensuite les Ire et IIe escadre navale, prenant part à la bataille de Punta Stilo le 9 juillet,.
Dans la nuit du 11 novembre, il se trouve à Tarente lorsque le port est attaqué par des bombardiers-torpilleurs britanniques. Le Fulmine est manqué de peu par une torpille, qui a touché à la place le cuirassé Conte di Cavour,. La défense anti-aérienne du destroyer a probablement abattu cet avion, qui aurait pu être touché à la place par le feu du Cavour.
Au début de 1941, il subit quelques travaux de modification, qui impliquent le retrait de toutes les mitrailleuses préexistantes et leur remplacement par 6 mitrailleuses de 20 mm.
Le 6 janvier, temporairement rattaché au IXe escadron de destroyers, bombarde, avec les Carducci, Alfieri, Gioberti et le XIVe escadron de torpilleurs (Partenope, Pallade, Altair, Andromeda), les installations militaires grecques à Porto Palermo en Albanie.
Le 9 janvier, il bombarde à nouveau, avec les destroyers Ascari, Folgore e Carabiniere, les positions grecques à Porto Palermo.

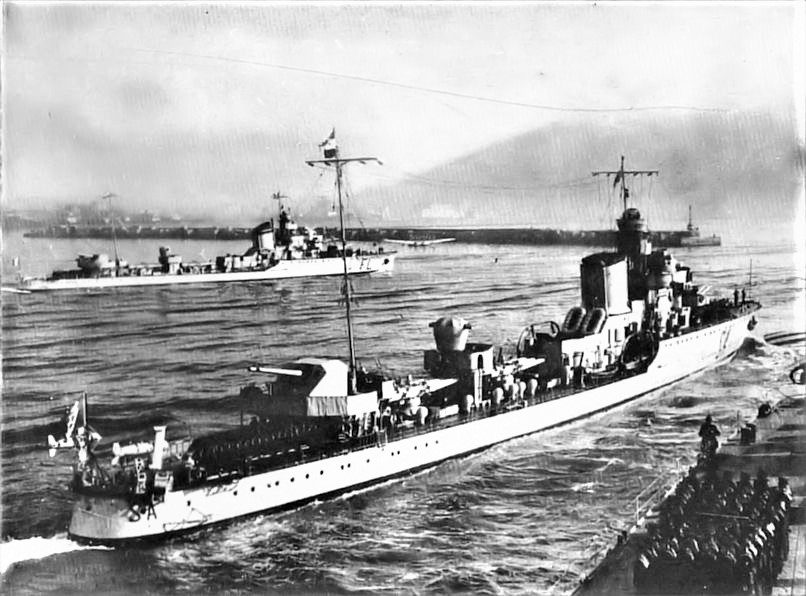
Le Fulmine avec le Saetta en navigation en 1938

Du 8 au 12 mars, il escorte - avec les destroyers Turbine et Baleno - un convoi des marchands Alicante, Arcturus, Rialto et Wachtfels, naviguant de Naples à Tripoli,.
Le 12 mars, il quitte Tripoli pour escorter, avec son navire-jumeau Lampo, le Arcturus et le Wachtfels, le retour à Naples; le convoi atteint sa destination le 14.
Le 30 avril, il fait partie de l'escorte indirecte (avec les croiseurs lourds Trieste et Bolzano, le croiseur léger Eugenio di Savoia et les destroyers Ascari et Carabiniere) d'un convoi formé par les transports Birmania, Marburg, Reichenfels Rialto et Kybfels en navigation depuis Augusta et Messine pour la Libye chargés de fournitures pour le Deutsches Afrikakorps (l'escorte directe est constituée par les destroyers Euro et Gioberti et par les torpilleurs Castore, Procione et Orione). Bien qu'attaqué par des avions et des sous-marins le 1er mai, le convoi n'est pas endommagé,.
Du 5 au 7 mai, avec le Euro et les torpilleurs Procione, Cigno, Orsa, Centauro et Perseo, il escorte un convoi composé des vapeurs Marburg, Kybfels, Rialto, Reichenfels et Marco Polosur la route de Tripoli.
Le 16 mai, il appareille de Naples pour escorter, avec les destroyers Turbine, Euro, Folgore et Strale, un convoi composé des vapeurs Preussen, Sparta, Capo Orso, Motia et Castelverde et du pétrolier Panuco (auquel s'ajoute ensuite le pétrolier Superga). Les navires atteignent leur destination le 21, malgré une collision entre le Preussen et le Panuco et une attaque infructueuse du sous-marin britannique HMS Urge (N17) sur le Capo Orso et le Superga.
Au cours du même mois, il escorte également les navires marchands Bosphorus, Bainsizza, Duisburg et le pétrolier Panuco.
Le 21 juillet, il fait partie de l'escorte (avec le Folgore, le Saetta et le Euro) d'un convoi des navires à vapeur Maddalena Odero, Nicolò Odero, Caffaro et Preussen en route vers Naples-Tripoli, rejoint ensuite par le pétrolier Brarena, le destroyer Fuciliere et le torpilleur Pallade. Les bombardiers-torpilleurs Fairey Swordfish du 830e escadron britannique (830° Squadron) attaquent les navires le lendemain au large de Pantelleria, coulant le Preussen et le Brarena,.
Le 13 août, il appareille de Naples pour escorter vers Tripoli, avec les destroyers Vivaldi, Malocello, Strale et Folgore et le torpilleur Orsa, un convoi composé des transports Andrea Gritti, Rialto, Vettor Pisani, Francesco Barbaro et Sebastiano Venier. Ce convoi arrive sain et sauf le 15 malgré des attaques aériennes (au cours desquelles un canon du Vivaldi explose accidentellement) et sous-marines.
Le 12 septembre, il participe aux opérations de sauvetage des survivants du navire à vapeur Caffaro, coulé par un avion avec un autre transport, le Nicolò Odero.
Le 24 septembre, il escorte (avec les destroyers Lampo, Oriani et Strale) un convoi de transports Amsterdam, Castelverde et Perla. Le convoi est peut-être attaqué par un sous-marin au large de Pantelleria, mais il n'y a pas de confirmation de la part des Britanniques.
Du 16 au 19 octobre, il fait partie de l'escorte (destroyers Oriani, Gioberti, Folgore, Usodimare, da Recco, Sebenico) d'un convoi naviguant de Naples à Tripoli (transports Beppe, Marin Sanudo, Probitas, Paolina et Caterina), qui sont ensuite rejoints par le chalutier à moteur Amba Aradam et le torpilleur Cascino. Le Beppe est torpillé le 18 par le sous-marin britannique HMS Ursula (N59). Il doit être pris en remorque par le remorqueur Max Barendt et assisté par le da Recco et le torpilleur Calliope (il atteint Tripoli le 21), tandis que le Caterina coule à 62 milles nautiques (115 km) par 350° de Tripoli à cause des dommages causés par une attaque aérienne ; le reste du convoi atteint Tripoli le 19,.

### Le naufrage
Au matin du 8 novembre 1941, le Fulmine (sous le commandement du capitaine de corvette (capitano di corvetta) Mario Milano) appareille de Naples pour rejoindre l'escorte du convoi "Duisburg". Ce convoi, formé par les transports Duisburg, San Marco, Sagitta, Maria, Rina Corrado, Conte di Misurata et Minatitlan (avec à bord un total de 34 473 tonnes de fournitures, 389 véhicules, 243 hommes) est dirigé vers Tripoli avec l'escorte des destroyers Maestrale, Grecale, Libeccio, Euro et Alfredo Oriani (auxquels se sont ajoutés, comme escorte indirecte, également les croiseurs lourds Trento et Trieste et 4 destroyers). 
Dans la nuit suivante, le convoi est attaqué et détruit par la " Force K " britannique (croiseurs légers HMS Aurora (12) et HMS Penelope (97) et destroyers HMS Lance (G87) et HMS Lively (G40)). Tous les navires marchands sont coulés, tandis que le Grecale est sérieusement endommagé. Dans le combat, le Fulmine - qui se trouvait sur le côté droit du convoi - est parmi les premiers navires attaqués par les unités britanniques. Il tente de contre-attaquer, mais contre le navire ouvrirent le feu d'abord le HMS Lance, puis le HMS Aurora et enfin le HMS Penelope, l'atteignant de six obus (sans compter plusieurs éclats) et le balayant avec des mitrailleuses lourdes. Le premier tir touche l'appareil moteur et le met hors service, puis le courant est coupé, le commandant Milano est gravement blessé, l'armement est à moitié détruit. Seule la tourelle  à deux canons de proue continue à fonctionner, sous la direction du lieutenant de vaisseau (tenente di vascello) Giovanni Garau, directeur du feu, en tirant huit coups de feu,.
Immobilisé et dévasté par les tirs, accidentellement mitraillé aussi par les navires marchands, le Fulmine, secoué par l'explosion d'une chaudière, chavire et coule à 1h06 du matin du 9 novembre, après 12 minutes de combat, emportant avec lui la plupart de l'équipage. Parmi les victimes il y a le commandant Milano, qui se vide de son sang dans la mer après être resté à bord jusqu'à la fin, et le lieutenant de vaisseau Giovanni Garau, qui coule volontairement avec le navire,.
Il y a d'autres victimes lorsque, dans la matinée du jour suivant, le destroyer Libeccio, qui a récupéré les survivants du Fulmine, est également torpillé et coulé par le sous-marin britannique HMS Upholder (P37),.
Au total, 141 hommes de l'équipage du Fulmine ont péri,. Le commandant Milano et le lieutenant Garau reçoivent à titre posthume la médaille d'or de la valeur militaire,.
Le Fulmine avait effectué un total de 97 missions de guerre (4 avec les forces navales, 14 comme chasseur anti-sous-marin, 4 comme bombardement de côtes, 37 comme escorte de convois, 7 comme formation et 31 comme transfert ou autre), couvrant 29 518 milles nautiques (54 667 km) et passant 68 jours en navigation.

### Commandement
Commandants
- Capitaine de corvette (capitano di corvetta) Leonardo Gramaglia (né à Buttigliera d'Asti le 6 novembre 1902) (10 juin - novembre 1940)
- Capitaine de corvette (capitano di corvetta) Antonio Della Corte (né à Bologne le 13 juin 1903) (novembre 1940 - juillet 1941)
- Capitaine de corvette (capitano di corvetta) Mario Carlotti (né le 12 avril 1905) (juillet - 4 octobre 1941)
- Capitaine de corvette (capitano di corvetta) Mario Milano (né à Termoli le 17 juillet 1907) (+) (5 octobre - 9 novembre 1941)

### Source
- (it) Cet article est partiellement ou en totalité issu de l’article de Wikipédia en italien intitulé « Fulmine (cacciatorpediniere 1932) » (voir la liste des auteurs).